# Bernardo Tesauro
Bernardo Tesauro (né en 1440 à Naples, en Campanie, mort en 1500 dans cette même ville), est un peintre italien de la Renaissance et de l'école napolitaine, qui a été actif au XVe siècle.

## Biographie
Bernardo Tesauro est apparenté avec Filippo Tesauro (peintre du Trecento), il est probablement l'oncle de Raimo Epifanio Tesauro et il fut l'élève de Silvestre dei Buoni.
Ses œuvres terminent la période des peintures zingaresches, ouverte depuis Antonio Solario (dit Il Zingaro).

## Œuvres
- Assomption de la Vierge, église de San Giovanni Maggiore, Naples.
- Fresques dans la chapelle de San Aspreno[1], Cathédrale de Naples.
- Les Sept Sacrements, plafond de l'église de San Giovanni di Pappacodi. La scène représente le mariage de Ferdinand II de Naples et de Ippolita Maria Sforza.

## Sources
- (en) Cet article est partiellement ou en totalité issu de l’article de Wikipédia en anglais intitulé « Bernardo Tesauro » (voir la liste des auteurs).